# Ogiek
De Ogiek, soms ook de Okiek genaamd of Akiek (hoewel de term akiek naar een specifieke subgroep verwijst) vormen een etnische en linguïstische groep die in het Mau-woud leven. Het Mau-woud bevindt zich in Noord-Tanzania en Zuid-Kenia. In 2000 werd hun bevolkingsaantal op 36.869 geraamd hoewel de groep die de Ogiek taal spreken slechts een 500-tal bedraagt. De Ogiek in Noord-Tanzania spreken Masai en de Ogiek van Kinare in Kenia spreken nu Gikuyu.
De Ogiek zijn een van de laatste Oost-Afrikaanse jager-verzamelaars stammen. De problematiek van de Ogiek bestaat hierin dat ze van hun land verdreven worden om plaats te maken voor houtkap en theeplantage-eigenaren (dikwijls leden van de regering). De Ogiek verzetten zich steeds meer tegen die uitdrijvingen, tevergeefs. Het grootste gevaar bestaat er in dat de regering plannen heeft om een tiende van het Mau-woud open te stellen voor buitenstaanders.